# Wysoki Komisarz OBWE ds. Mniejszości Narodowych
Wysoki Komisarz OBWE do spraw Mniejszości Narodowych – urząd stworzony w 1992 na II Konferencji w Helsinkach z inicjatywy Holandii.

## Działalność
Do jego głównych zadań należy pilnowanie pokoju i zapobieganie konfliktom między państwami Europy. Urząd powstał w szczególności w związku z konfliktami etnicznymi na obszarze Europy Środkowo-Wschodniej i Europy Południowej. Komisarz musi jak najszybciej zauważać nawet z pozoru błahe napięcia międzypaństwowe, gdyż mogą przerodzić się w większy konflikt niebezpieczny dla pokoju na kontynencie. W wypadku wystąpienia takiej sytuacji Komisarz staje się dla stron sporu lub konfliktu mediatorem, wskazuje na możliwości rozwiązania sporu, unika konfrontacji, ale zachęca do podjęcia obustronnych rozmów. 

## Komisarze
1. Max van der Stoel (1993–2001)
2. Rolf Ekéus (2001–2007)
3. Knut Vollebæk (2007–2013)
4. Astrid Thors (2013–2017)
5. Lamberto Zannier (2017–2020)
6. Kajrat Äbdyrachmanow (2020-)